# ونیز گاردنز (فلوریدا)
ونیز گاردنز، فلوریدا (به انگلیسی: Venice Gardens, Florida) یک مکان مختص سرشماری در ایالات متحده آمریکا است که در شهرستان ساراسوتا، فلوریدا واقع شده‌است.

## خصوصیات
ونیز گاردنز ۷٫۰ کیلومترمربع مساحت و ۷٬۱۰۴ نفر جمعیت دارد و ۴ متر بالاتر از سطح دریا واقع شده‌است.